# Västra Holmtjärnen, Värmland
Västra Holmtjärnen är en sjö i Årjängs kommun i Värmland och ingår i Göta älvs huvudavrinningsområde. Sjön har en area på 0,0971 kvadratkilometer och ligger 255,8 meter över havet.

## Delavrinningsområde
Västra Holmtjärnen ingår i det delavrinningsområde (659980-130007) som SMHI kallar för Utloppet av Lelången. Medelhöjden är 259 meter över havet och ytan är 12,27 kvadratkilometer. Det finns inga avrinningsområden uppströms utan avrinningsområdet är högsta punkten. Barlindshultsälven som avvattnar avrinningsområdet har biflödesordning 4, vilket innebär att vattnet flödar genom totalt 4 vattendrag innan det når havet efter 291 kilometer. Avrinningsområdet består mestadels av skog (77 procent). Avrinningsområdet har 1,87 kvadratkilometer vattenytor vilket ger det en sjöprocent på 12,9 procent.